# Noiembrie 2013
Acest articol este generat integral pe baza informațiilor din articolul 2013 și este actualizat periodic de un robot.
 Editările făcute în articol vor fi șterse la următoarea actualizare! Dacă doriți să faceți modificări, editați articolul-sursă.

ianuarie -
februarie -
martie -
aprilie -
mai -
iunie -
iulie -
august -
septembrie -
octombrie -
noiembrie -
decembrie
Noiembrie 2013 a fost a unsprezecea lună a anului și a început într-o zi de vineri.

## Evenimente

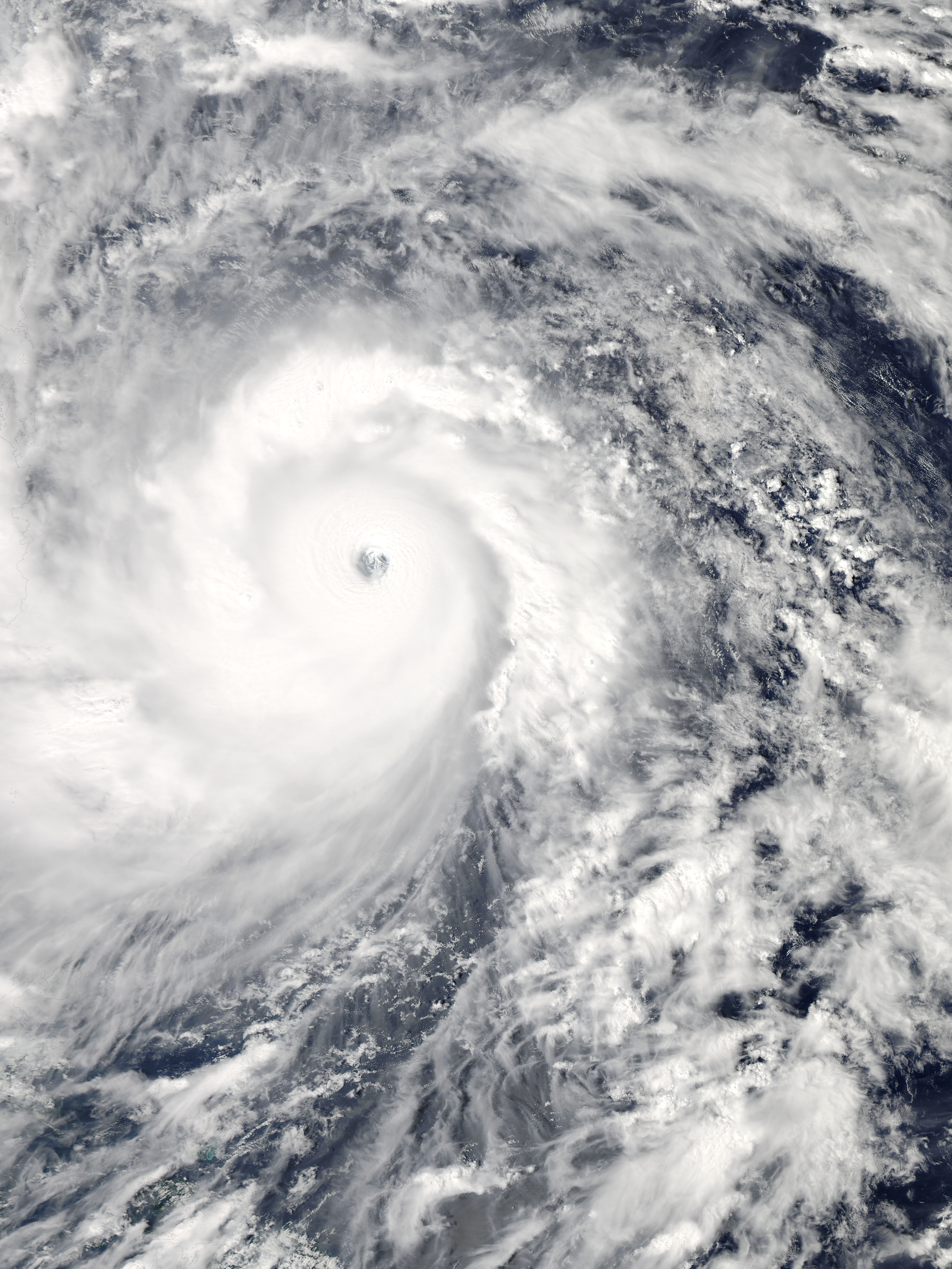
Taifunul Haiyan

- 3 noiembrie: La Chișinău a avut loc manifestația proeuropeană din 2013, la care au participat aproximativ 100.000 de persoane care susțin integrarea europeană a Republicii Moldova.
- 5 noiembrie: Lansarea sondei indiene Mangalyaan spre planeta Marte.
- 8 noiembrie: Taifunul Haiyan, anunțat ca fiind cel mai violent din lume în acest an, a lovit Filipinele cu o viteză de 275 de kilometri la oră.
- 9 noiembrie: Doi cosmonauți ruși au ieșit din Stația Spațială Internațională (ISS) în spațiu cu torța olimpică, pentru prima dată în istoria Jocurilor Olimpice, cu trei luni înainte de Jocurile Olimpice de iarnă din 2014.
- 13 noiembrie: O crăpătură lungă de 30 km în ghețarul Pine Island, duce la formarea unui iceberg gigantic în Antarctica.
- 17 noiembrie: Un avion Boeing 737 se prăbușește pe aeroportul din orașul Kazan, omorând 44 de pasageri și 6 membri ai echipajului.
- 21 noiembrie: Se lansează jocul video Super Mario 3D World, pentru consola Wii U.
- 22 noiembrie: Microsoft lanseaza Xbox One find si prima consola care se lanseaza în China.
- 24 noiembrie: Marile puteri și Iranul au pecetluit la Geneva, un prim acord istoric în vederea împiedicării extinderii programului nuclear iranian.
- 25 noiembrie: Întâlnirea dintre papa Francisc și președintele Vladimir Putin la Roma. Pe agenda discuțiilor s-a aflat Războiul Civil Sirian.
- 29 noiembrie: Republica Moldova a parafat la summit-ul Parteneriatului Estic de la Vilnius Acordul de Asociere cu Uniunea Europeană.

## Decese
- 4 noiembrie: Hans von Borsody (n. Hans Eduard Herbert von Borsody), 84 ani, actor austriac (n. 1929)
- 6 noiembrie: Dana Comnea, 80 ani, actriță română de teatru și film (n. 1933)
- 6 noiembrie: Nicolae Florescu, 71 ani, istoric, critic literar, editor și publicist român (n. 1942)
- 9 noiembrie: Vasile Suciu, 71 ani, fotbalist român (portar), (n. 1942)
- 9 noiembrie: Vasile Suciu, fotbalist român (n. 1942)
- 12 noiembrie: Constantin Geo Costiniu, 63 ani, actor român (n. 1950)
- 17 noiembrie: Titus Jucov, 63 ani, director și actor al Teatrului "Licurici", din R. Moldova (n. 1950)
- 17 noiembrie: Doris Lessing (n. Doris May Tayler), 94 ani, scriitoare britanică, laureată a Premiului Nobel (2007), (n. 1919)
- 17 noiembrie: Abdul Qader Saleh, 33 ani, cofondator al Brigăzii Tawhid (Siria), (n. 1920)
- 18 noiembrie: Eugenia Văcărescu Necula, 75 ani, dirijor român (n. 1938)
- 19 noiembrie: Frederick Sanger, 95 ani, biochimist britanic (n. 1918)
- 20 noiembrie: Joseph Paul Franklin, 63 ani, neonazist american (n. 1950)
- 21 noiembrie: Herbert Mitgang, 93 ani, scriitor, editor, jurnalist, dramaturg și producător american de filme documentare pentru televiziune (n. 1920)
- 22 noiembrie: Mircea Crișan (n. Mauriciu Kraus), 89 ani, actor român de etnie evreiască (n. 1924)
- 22 noiembrie: Octavian Șchiau, 83 ani, istoric literar român (n. 1930)
- 24 noiembrie: Wenceslaus Sarmiento, 91 ani, arhitect modernist american de etnie peruană (n. 1922)
- 25 noiembrie: Alexander Spiegelblatt, 86 ani, poet, scriitor și eseist israelian (n. 1927)
- 26 noiembrie: Arik Einstein, 74 ani, cântăreț israelian (n. 1939)
- 26 noiembrie: Temistocle Popa (n. Mistocli Popa), 92 ani, compozitor român (n. 1921)
- 27 noiembrie: Nílton Santos (n. Nílton Reis dos Santos), 88 ani, fotbalist brazilian (n. 1925)
- 28 noiembrie: Nina Vodă-Mocreac, 76 ani, actriță din R. Moldova (n. 1937)
- 30 noiembrie: Iuri Iakovlev, 85 ani, actor rus (n. 1928)
- 30 noiembrie: Jean Kent, 92 ani, actriță engleză de film și TV (n. 1921)
- 30 noiembrie: Moussa Konaté, 61 ani, scriitor malian (n. 1951)
- 30 noiembrie: Roger Rodas, 38 ani, pilot auto (n. 1975)
- 30 noiembrie: Paul Walker (Paul William Walker IV), 40 ani, actor american (The Fast and the Furious), (n. 1973)